# Paranelima albalineata
Paranelima albalineata is een hooiwagen uit de familie Sclerosomatidae.